# Lech Czerniak
Lech Czerniak (ur. 24 lutego 1952 w Jeleniej Górze) – polski archeolog, dr hab., prof. nadzwycz. Uniwersytetu Gdańskiego, specjalista w dziedzinie badań archeologicznych epoki neolitu oraz metodyki badań wykopaliskowych, członek Rady Naukowej zlikwidowanego Ośrodka Ochrony Dziedzictwa Archeologicznego.

## Życiorys
W latach 1971–1976 studiował archeologię na Uniwersytecie im. Adama Mickiewicza w Poznaniu. Zwieńczeniem studiów oraz udziału w badaniach archeologicznych na stanowisku archeologicznym Novae w Bułgarii była obrona pracy magisterskiej pt Wyroby metalowe z rzymskiego miasta Novae z badań w latach 1972 i 1974.
W 1979 obronił dysertację doktorską pt. Rozwój społeczeństw kultury późnej ceramiki wstęgowej na Kujawach. W 1995 habilitował się na podstawie książki pt. Wczesny i środkowy okres neolitu na Kujawach. 5400–3650 p.n.e. (Poznań 1994).
Od połowy lat 90. XX w. zaangażowany w realizację programu archeologicznych badań ratowniczych na trasie wielkich inwestycji liniowych (gazociąg Jamał – Europa Zachodnia, autostrady). Najbliższy współpracownik Marka Gierlacha.
Odmiennne od stanowiska Głównego Archeologa Kraju (GAK) postrzeganie przez niego, jako wykonawcy badań kontraktowych i jednocześnie ówczesnego członka Komitetu Nauk Pra- i Protohistorycznych PAN, kierującego Komisją ds. konserwatorstwa archeologicznego, roli służby konserwatorskiej w procesie nadzoru nad zasadami realizacji badań ratowniczych, spowodowało powstanie w latach 1997–1998 silnego konfliktu, który zakończył się likwidacją stanowiska GAK, usunięciem w 1999 ze stanowiska osoby pełniącej tę funkcję i przejęciem pełnej kontroli nad ratowniczymi wykopaliskami w całej Polsce przez Marka Gierlacha.
Lech Czerniak jest głównym wyrazicielem interesów środowiska archeologów zaangażowanych z ramienia wielkich instytucji naukowo-badawczych w proces ratowniczych badań archeologicznych na trasie wielkich inwestycji liniowych.
Lechowi Cz. w 2007 postawiono zarzuty dotyczące korumpowania urzędników mających wpływ na przyznawanie zleceń na badania archeologiczne przy budowie autostrad A1 i A2. W 2010 został uznany winnym i skazany na 2,5 roku więzienia (patrz Bibliografia). Sąd Apelacyjny w Poznaniu zmienił ten wyrok na 2 lata więzienia w zawieszeniu na 5 lat.
W 2004, w momencie utworzenia kierunku archeologia na Uniwersytecie Gdańskim, objął kierownictwo nad Zakładem Archeologii w Instytucie Historii (obecnie Instytut Archeologii na Wydziale Historycznym). W 2005 za zasługi w dziedzinie ochrony zabytków został odznaczony przez ministra kultury Srebrnym Medalem „Zasłużony Kulturze Gloria Artis”.
Wspólnie z prof. Arkadiuszem Marciniakiem z Instytutu Prahistorii Uniwersytetu Adama Mickiewicza w Poznaniu kieruje polską ekspedycją archeologiczną na anatolijskim stanowisku Çatalhöyük.